# Anneli Aejmelaeus

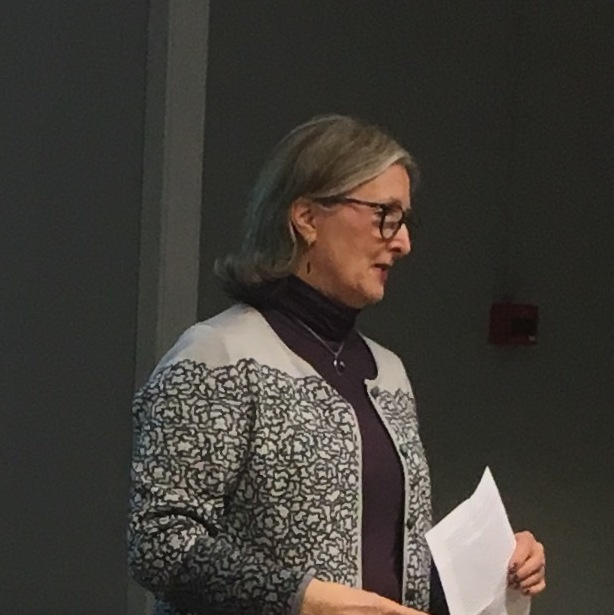
Anneli Aejmelaeus

Anneli Aejmelaeus (* 18. September 1948 in Mikkeli) ist eine finnische evangelische Theologin und Professorin für Altes Testament und vorderasiatische Kultur und Literatur an der Universität Helsinki (Finnland).

## Leben
Aejmelaeus studierte an der Universität Helsinki Evangelische Theologie und gehörte zum Schülerkreis von Ilmari Soisalon-Soininen. 1982 wurde sie zum Dr. theol. promoviert und hatte danach verschiedene Lehr- und Forschungsaufträge an der Universität Helsinki.
1991 wurde Aejmelaeus auf den Lehrstuhl für Altes Testament mit besonderer Berücksichtigung der Septuagintaforschung an die Universität Göttingen berufen. Als eine der führenden Expertinnen für Textgeschichte und Textkritik der Septuaginta leitete sie von 1993 bis 2000 das Göttinger Septuaginta-Unternehmen (als Nachfolgerin von Robert Hanhart). 2008 kehrte sie nach Helsinki zurück, wo sie bis zu ihrer Emeritierung am 1. Oktober 2016 eine Professur für Altes Testament und vorderasiatische Kultur und Literatur in der theologischen Fakultät innehatte.
Aejmelaeus ist verheiratet mit dem Theologieprofessor Lars Aejmelaeus und hat zwei Töchter. Sie ist ordinierte Pfarrerin der evangelisch-lutherischen Kirche Finnlands.

## Forschungsschwerpunkte
Im Zentrum der wissenschaftlichen Arbeit von Aejmelaeus steht die Erforschung der Textgeschichte des Alten Testaments einschließlich derjenigen der Septuaginta. Gemeinsam mit Raija Sollamo ist sie die prominenteste Vertreterin der von Ilmari Soisalon-Soininen begründeten Helsinki-Schule, deren Schwerpunkt die Erforschung von Textgeschichte und Übersetzungstechnik der Septuaginta anhand syntaktischer Phänomene bildet.
Ihre Hauptwerke sind Parataxis in the Septuagint. A Study of the Renderings of the Hebrew Coordinate Clauses in the Greek Pentateuch (1982) sowie der Aufsatzband On the Trail of the Septuagint Translators (2. Auflage 2007). Daneben ist sie Autorin zahlreicher Aufsätze und Lexikonartikel im Bereich des Alten Testaments und der Septuagintaforschung, insbesondere zum Pentateuch, den Samuelbüchern, dem Buch Jeremia und den Psalmen.
Aktuell leitet Aejmelaeus das internationale Forschungsprojekt Textual Criticism of the Septuagint.